# Фильтр Ходрика — Прескотта
Фильтр Ходрика-Прескотта — метод сглаживания временных рядов в целях устранения из них циклической компоненты и выделения трендовой составляющей. Фильтр активно используется в макроэкономических исследованиях экономических циклов.

## Определение
Математически фильтр Ходрика-Прескотта записывается как задача минимизации следующей функции потерь.
{\displaystyle \min _{g}\left(\sum _{t=1}^{T}{(y_{t}-g_{t})^{2}}+\lambda \sum _{t=2}^{T-1}{[(g_{t+1}-g_{t})-(g_{t}-g_{t-1})]^{2}}\right).\,}
где {\displaystyle y_{t}} – наблюдаемые данные; {\displaystyle g_{t}} – трендовая компонента.
Если {\displaystyle \lambda =0}, то решением являются {\displaystyle y_{t},t=1,2,...T}. Если {\displaystyle \lambda \to \infty }, то формула дает линейный тренд. Выбор оптимального значения параметра {\displaystyle \lambda } является самостоятельной задачей. В оригинальной статье Ходрика и Прескотта рекомендовано значение 1600 для квартальных данных.